# 饒廷錫
饒廷錫（1543年—？），字文命，江西南昌府進賢縣人，民籍，明朝政治人物。

## 生平
隆慶四年（1570年）庚午科江西鄉試第六十五名，萬曆二年（1574年）甲戌科會試第九十七名，登三甲第一百六十一名進士。三年任浙江海盐县知县，時大兴徭役筑建海塘，他辅佐憲府督视工程，海風日侵，面目盡黑，後卒官。

## 家族
曾祖饒植中；祖父饒尚志；父饒世守。母聶氏；繼母王氏。慈侍下。